# Kanton Monteux
Der Kanton Monteux ist ein französischer Wahlkreis im Département Vaucluse in der Region Provence-Alpes-Côte d’Azur. Er entstand 2015 im Rahmen einer landesweiten Neuordnung der Kantone und umfasst sieben Gemeinden, darunter Monteux als Hauptort.

## Gemeinden
Der Kanton besteht aus sieben Gemeinden mit insgesamt 36.829 Einwohnern (Stand: 1. Januar 2022) auf einer Gesamtfläche von 141,29 km²:
| Gemeinde                     | Einwohner 1. Januar 2022 | Fläche km² | Dichte Einw./km² | Code INSEE | Postleitzahl | Arrondissement |
| ---------------------------- | ------------------------ | ---------- | ---------------- | ---------- | ------------ | -------------- |
| Althen-des-Paluds            | 2.881                    | 6,40       | 450              | 84001      | 84210        | Carpentras     |
| Beaumes-de-Venise            | 2.428                    | 18,89      | 129              | 84012      | 84190        | Carpentras     |
| Caromb                       | 3.469                    | 17,98      | 193              | 84030      | 84330        | Carpentras     |
| Entraigues-sur-la-Sorgue     | 8.888                    | 16,57      | 536              | 84043      | 84320        | Avignon        |
| Monteux                      | 13.159                   | 39,02      | 337              | 84080      | 84170        | Carpentras     |
| Saint-Hippolyte-le-Graveyron | 170                      | 4,94       | 34               | 84109      | 84330        | Carpentras     |
| Sarrians                     | 5.834                    | 37,49      | 156              | 84122      | 84260        | Carpentras     |
| Kanton Monteux               | 36.829                   | 141,29     | 261              | 8410       | –            | –              |